# エド・カーティア
エド・カーティア（Edd Cartier）ことエドワード・ダニエル・カーティア（Edward Daniel Cartier、1914年 - 2008年12月25日）はアメリカ合衆国のイラストレーター。主にパルプ・マガジンのイラストを描いた。ニュージャージー州ノースバーゲン出身。プラット・インスティテュートで美術を学ぶ。1936年に卒業してからは、ストリート・アンド・スミス社の刊行物（The Shadowなど）やジョン・W・キャンベルの「アスタウンディング・サイエンス・フィクション」、「ドック・サヴェジ・マガジン」、「アンノウン」でイラストを描きはじめた。しばらくすると彼の作品は別の雑誌にも載るようになった。例えば「プラネット・ストーリーズ」、「ファンタスティック・アドヴェンチャーズ」などのパルプ・マガジンである。
カーティアは第二次世界大戦に従軍し、バルジの戦いで重傷を負った。アメリカに帰り、復員軍人援護法によって再びプラット・インスティテュートに通い、1953年、ファインアートで学士号を得た。戦後もイラストの仕事を続け、「アスタウンディング」誌やノーム・プレス、ファンタジー・プレスで活動した。
カーティアは2008年12月25日、ニュージャージー州ラムゼイ（Ramsey）の自宅にて94歳で死亡した。彼は同州パラマスのジョージ・ワシントン記念公園に埋葬された。